# Jan Paweł Lenga
Jan Paweł Lenga, född 28 mars 1950 i Horodok, Ukraina, är en ukrainsk ärkebiskop. Han var biskop av Karaganda från 1999 till 2011. Han tillhör kongregationen Marianerfäderna av Jungfru Marie obefläckade avlelse.

## Biografi
Jan Paweł Lenga prästvigdes i hemlighet av biskop Vincentas Sladkevičius, på grund av det repressiva sovjetiska styret. I april 1991 utnämndes han av påve Johannes Paulus II till titulärbiskop av Arbensis och apostolisk administrator av Kazakstan och biskopsvigdes av ärkebiskop, sedermera kardinal, Francesco Colasuonno den 28 maj samma år. I augusti 1999 utnämndes Lenga till biskop av Karaganda; i maj 2003 erhöll han den personliga titeln ärkebiskop. Han avgick av hälsoskäl år 2011.
Den 10 juni 2019 publicerade ärkebiskop Lenga tillsammans med kardinalerna Raymond Leo Burke och Jānis Pujats och de kazakiska biskoparna Tomasz Peta och Athanasius Schneider dokumentet Declaration of Truths ("Sanningsförklaring"), innehållande fyrtio punkter som lägger ut och förklarar den katolska tron och läran. Dokumentet hade föranletts av "den universella läromässiga förvirringen och desorienteringen", vilken undertecknarna anser råda inom Romersk-katolska kyrkan. Undertecknarna vänder sig särskilt mot påve Franciskus deklaration Mänskligt broderskap (publicerad den 4 februari 2019), vilken bland annat hävdar att mångfalden av religioner är Guds vilja. De två kardinalerna och de tre biskoparna menar att den religion som föddes ur tron på Jesus Kristus är den enda religion som har skapats av Guds direkta vilja.
Ärkebiskop Lenga har beskrivit påve Franciskus som heretiker.